# Milites Templi
Milites Templi, do latim "Soldados do Templo". Foi uma bula papal emitida pelo Papa Celestino II em 9 de fevereiro de 1143. Onde ordenou que o clero protegesse os Cavaleiros Templários e encorajou que os fiéis contribuíssem com para com a sua causa. A bula permitiu que os Templários fizessem suas próprias coletas uma vez por ano, mesmo em áreas sob interdito. Esta é uma das mais importantes bulas papais relacionadas ao Templo, e junto com Omne Datum Optimum (1139) e Militia Dei (1145) formam a base para a futura riqueza e sucesso da Ordem.
Em 1979, o conde italiano dom Marcello Alberto Cristofani della Magione fundou a Militia Templi, com os propósitos de amparar os peregrinos, a preservação, o uso e a divulgação da "forma extraordinária do rito romano", além de apoio moral e material do próximo, em particular dos cristãos na Terra Santa e na educação dos jovens, segundo o método do Movimento Escoteiro Católico. 
Na publicação eclesiástica oficial de 1997, no volume IX, do Dizionario degli Istitut di Perfezione (Dicionário dos Institutos de Perfeição), publicado pela Edições Paulinas, descrevendo, no Capítulo III “A Restauração dos Templários”, esta associação privada de fiéis como a única que atualmente poderia ser considerada sucedânea da antiga Ordem Templária.

Em janeiro de 2019, a Militia Templi foi incluída na Congregação para a Doutrina da Fé, órgão da Santa Sé encarregado da vigilância, promoção e proteção dos institutos e congregações dela dependentes.